# Bruce Fairweather
Bruce Fairweather es un guitarrista y bajista estadounidense afincado en Seattle, Washington. Debutó en el mundo de la música al sustituir a Steve Turner en la seminal banda de grunge Green River, en 1985. Tres años después, la banda se separó y Fairwheater se une a sus compañeros Stone Gossard y Jeff Ament para formar Mother Love Bone junto con el ya fallecido Andrew Wood y el batería Greg Gilmore. Dicha banda tenía todas las características para triunfar en el mundo musical, pero una sobredosis de heroína en abril de 1990 se llevó la vida de Andrew Wood, pocas semanas antes de publicar el primer disco de la banda, Apple. 
Después de la separación de Mother Love Bone, Ament y Gossard forman Pearl Jam, mientras que Fairweather se une a los componentes de Love Battery en calidad de bajista (y no de guitarrista como en sus anteriores formaciones). Después de editar dos álbumes con la banda, Fairwheater se retira del mundo musical para concentrarse en su familia y en trabajo en estudios musicales, como productor e ingeniero de sonido en diversas grabaciones de rock.
- Datos: Q3310807
- Multimedia: Bruce Fairweather / Q3310807